# 卢瓦松苏朗斯
卢瓦松苏朗斯（法語：Loison-sous-Lens，法語發音：[lwazɔ̃ su lɑ̃s]，意为“朗斯下方的卢瓦松”）是法国上法蘭西大區加来海峡省的一个市镇，属于朗斯区。

## 地理
卢瓦松苏朗斯（50°26'18"N, 2°52'6"E）面积3.55 平方千米，位于法国上法蘭西大區加来海峡省，该省份为法国北部沿海省份，西北濒北海，南至索姆省，东临北部省。
与卢瓦松苏朗斯接壤的市镇（或旧市镇、城区）包括：阿奈、阿尔讷、朗斯、努瓦耶勒苏朗斯、萨洛米讷、旧旺丹。

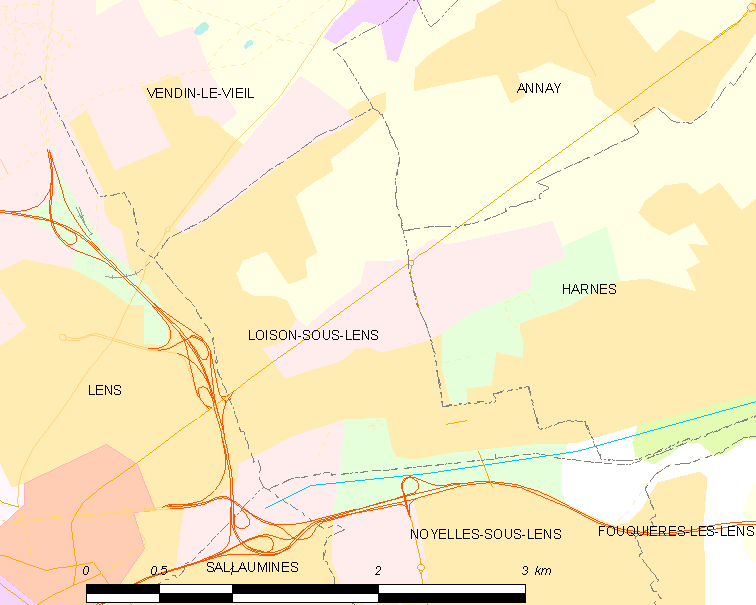
卢瓦松苏朗斯的OSM定位图

卢瓦松苏朗斯的时区为UTC+01:00、UTC+02:00（夏令时）。

## 行政
卢瓦松苏朗斯的邮政编码为62218，INSEE市镇编码为62523。

## 政治
卢瓦松苏朗斯所属的省级选区为朗斯县。

## 人口

1962-2008年间卢瓦松苏朗斯人口变化图示

卢瓦松苏朗斯于2022年1月1日时的人口数量为5202人。